# Antoni Fajferek
Antoni Fajferek (ur. 31 maja 1927 w Jawiszowicach, zm. 10 lutego 2021 w Krakowie) – polski ekonomista, profesor emeritus. 

## Życiorys
Od 1954 roku należał do PZPR. W latach 1972–1981 rektor Wyższej Szkoły Ekonomicznej przekształconej w Akademię Ekonomiczną w Krakowie (obecny Uniwersytet Ekonomiczny w Krakowie), a wcześniej, 1968–1972 prorektor tej uczelni. W kwietniu 1982 został powołany przez Prezesa Rady Ministrów w skład 26-osobowej Konsultacyjnej Rady Gospodarczej pod przewodnictwem prof. Czesława Bobrowskiego.
W 1974 roku odznaczony Krzyżem Kawalerskim Orderu Odrodzenia Polski następnie Krzyżem Komandorskim Orderu Odrodzenia Polski oraz Złotym Krzyżem Zasługi, odznką „Honoris Gratia” za zasługi dla Miasta Krakowa. Doctor honoris causa Grand Valley State University (USA).
Pochowany na cmentarzu parafialnym w Rząsce.